# Giuseppe Bonfantini
Giuseppe Bonfantini (Novara, 17 agosto 1877 – Novara, 22 maggio 1955) è stato un politico italiano.

## Biografia
Figlio di Giovanni Bonfantini e Giuseppa Orighetti, compie gli studi classici a Novara e Torino, ove si trasferisce con la famiglia a sedici anni. Si iscrisse alla facoltà di matematica e fisica, laureandosi nel 1899, divenendo assistente di Giuseppe Peano. Nel 1901 vince la cattedra di matematica all'Istituto tecnico "Ottaviano Fabrizio Mossotti" di Novara. 
S'iscrisse al Partito Socialista Italiano nel 1895, fu collaboratore del "Lavoratore" e conferenziere.
Il 26 giugno 1910, viene eletto alle elezioni amministrative parziali Consigliere comunale, poi amministratore dell'Istituto "Brera", membro della Commissione per la revisione dei conti dell'Ospedale Maggiore della Carità e di membro della commissione d'inchiesta sul dazio e presidente della Lega provinciale dei Comuni socialisti.
Nel dicembre 1913, viene rieletto alle elezioni, e ricoprì inoltre il ruolo di Assessore e vicesindaco dell'amministrazione Giulietti ed in seguito Sindaco di Novara il 26 agosto 1915.
Nuovamente rieletto sindaco nel 1920, ricoprirà tale carica fino al luglio 1922, quando gli squadristi di De Vecchi occuparono di notte il municipio ed il giorno seguente il Prefetto lo depone per motivi di ordine pubblico e lo fa sostituire con un commissario; negli anni a seguire verrà più volte minacciato dai fascisti, soprattutto a partire dal 1925 quando venne eletto Consigliere provinciale.
Negli anni successivi, l'opinione pubblica si scontrerà spesso col regime fascista che tenterà a più riprese di togliergli la cattedra al "Mossotti".
Nel settembre 1927, gli viene sequestrata dalla polizia una circolare firmata da anonimi operai antifascisti residenti a Parigi, ed egli subisce una perquisizione che lo porterà al trasferimento, nonostante tale perquisizione rimase priva di esito.
Il 1º ottobre 1929 viene trasferito al Regio Istituto Tecnico di Cagliari, il 19 agosto 1930 al Regio Istituto Tecnico di Pistoia e nel settembre 1930 al Regio Istituto Tecnico di Pavia.
Tornato a Novara, Bonfantini si rinchiuderà nella sua professione, limitandosi nel frequentare una cerchia antifascista, fra cui il tenente colonnello Ernesto Bermani.
Durante la Repubblica di Salò, si ritira dall'insegnamento, cooperando alla lotta clandestina nella resistenza.
Dopo la Liberazione, Bonfantini diventa Provveditore agli studi per la Provincia di Novara.
Tra il 9 ed il 13 gennaio 1947 aderisce al Partito Socialista dei Lavoratori Italiani, passando in seguito all'Unione dei Socialisti il 7 febbraio 1948.
Nella primavera del 1951, accettò la candidatura come indipendente nelle liste del PSI per le elezioni comunali e provinciali; per quattro anni ricoprirà la carica di Presidente della Provincia, con i voti del PSDI, PSI e PCI.
Nel giugno 1953, è candidato al senato nel Movimento di Unità Popolare, insieme a Ferruccio Parri ed Antonio Greppi.
Nel 1954, sarà impegnato nella battaglia per la cessazione degli esperimenti atomici e l'interdizione delle armi termonucleari.

## Vita privata
Il 21 luglio 1902 sposa Maria Ferrari ed avranno: Vera, Mario, Sergio, Corrado e Cino.

## Riconoscimenti
A Giuseppe Bonfantini è stato intitolato un istituto di istruzione superiore ed i relativi distaccamenti situati, rispettivamente, a Vignale di Novara, Romagnano Sesia e Lesa.